# Monaco (Nouvelle-Zélande)
Pour les articles homonymes, voir Monaco (homonymie).
Monaco est une petite banlieue de la ville de Stoke. 

## Situation
Elle siège sur une étroite péninsule, qui s’étend dans la baie de Tasman immédiatement vers le sud de aéroport de Nelson (en), avec à l’ouest le centre de la ville de Stoke, au sud-ouest la cité de Nelson .

## Éducation
L’école de « Birchwood School » est une école publique, mixte, assurant le primaire, allant  de l’année 1 à 6 ,
Elle a un effectif de 230 élèves en mars 2020